# Solåkrabyn
Solåkrabyn är en av SCB avgränsad och namnsatt småort i Södertälje kommun. Den omfattar bebyggelse i Solåkrabyn belägna öster om Järna och söder om Södertälje, i Ytterjärna socken. Före 2015 ingick även bebyggelsen i grannbyn Solberga i småorten och den hade då av SCB fått beteckningen Solberga och Solåkrabyn. Från 2015 avgränsar dock Solberga en egen småort.